# Lefkandi

Ubicació de Lefkandi

Lefkandi és un jaciment arqueològic situat a la desembocadura del riu Lelas, a l'illa d'Eubea, a Grècia. Estigué poblat des de l'edat de bronze i, juntament amb altres pobles d'Eubea, mantingué intercanvis comercials amb diversos llocs de l'Egeu, de la Mediterrània central i d'Orient Pròxim. Fou destruït en data difícil de determinar, probablement durant una guerra entre les ciutats de Calcis i Erètria, la Guerra lelantina.

## Arqueologia
Les excavacions a Lefkandi s'efectuaren des de la dècada de 1960. Les troballes demostren que l'àrea estava habitada des de l'edat del bronze antiga i hi continuà durant tota l'edat del bronze, però el seu apogeu es produí durant l'anomenada edat fosca. Al final d'aquesta època, sobre l'any 800 ae, els cementeris de l'àrea s'abandonaren i l'assentament es despoblà cap a l'any 700 ae, potser com a conseqüència de la Guerra lelantina.
La troballa més destacada, al 1980, a l'anomenat turó de la Tomba, fou un complex funerari que s'ha denominat heròon d'uns 45 m de llarg, 10 d'ample i 1,5 d'alçada realitzat amb tova sobre un sòcol de pedra. L'edifici té planta absidal, està subdividit interiorment i està envoltat per un pòrtic exterior de troncs de fusta.
Al centre n'hi havia dos sepulcres, un ocupat per una àmfora xipriota tancada per un bol, tots dos elaborats en bronze, que contenia les cendres, embolicades en un drap, d'un suposat príncep que alguns investigadors han denominat heroi de Lefkandi i altres príncep de Lefkandi, amb una espasa de ferro, una navalla, una pedra d'esmolar i una punta de llança. Al seu costat hi havia un esquelet d'una dona, que tenia un anell d'electre, joies d'or i gafets de ferro i bronze. L'altre sepulcre contenia els esquelets de quatre cavalls. Sobre les tombes hi havia un gran crater.
Diversos dels objectes foren importats d'Egipte, Xipre i Orient Pròxim. La ceràmica trobada s'ha datat d'entre 1000 i 950 ae.
Hi ha discrepàncies entre els investigadors sobre si l'enterrament fou fet abans que l'edifici o a l'inrevés. Tot fou emplenat per formar un gran túmul.
Al voltant d'aquest túmul monumental es formà un gran cementeri, que es coneixia ja des de les excavacions de 1969. Moltes tombes d'aquest cementeri contenien joies i altres objectes de notable riquesa. Una de les figures més destacades fou una figura d'argila que es trobà partida en dos enterraments i que representa un centaure.

## Interpretacions

### Context històric

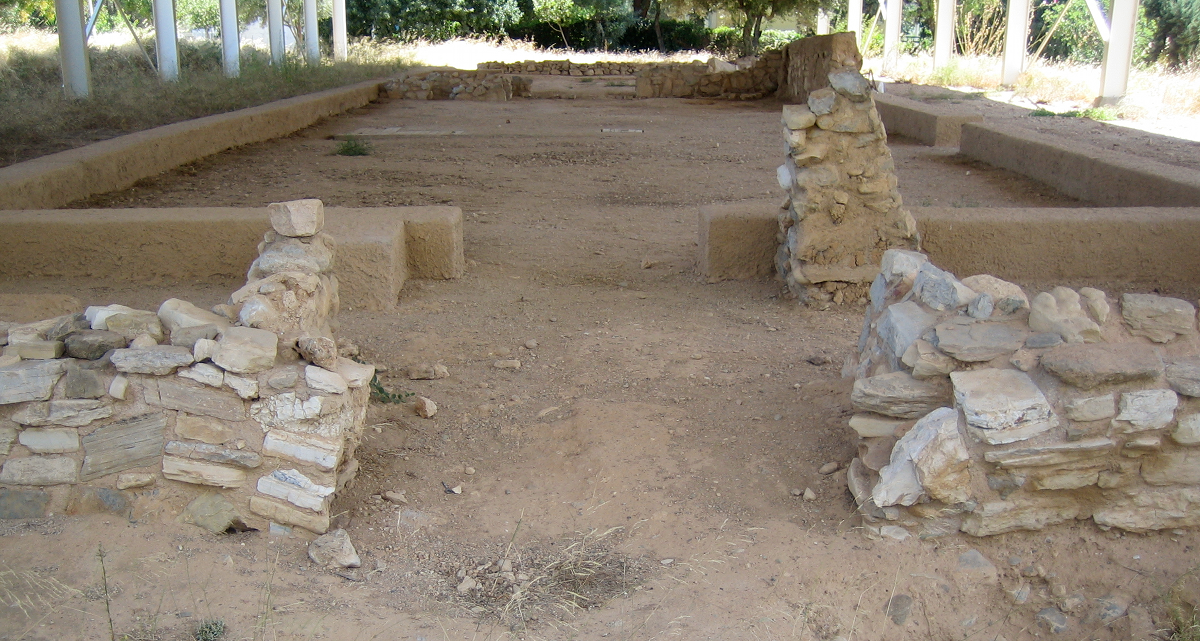
Heròon de Lefkandi vist des de l'entrada principal

Per la seua sumptuositat i grandària, el túmul de l'heroi de Lefkandi és una singularitat que contrasta amb totes les altres tombes del període de l'edat fosca que s'hi han trobat. Es creu que els habitants de Lefkandi erigirien la tomba monumental per considerar l'home allí enterrat un heroi. Alguns investigadors, per contra, argumenten que no hi ha rastres de culte a l'entorn de la tomba, sinó que només era el centre d'un gran cementeri.
Per tots els objectes trobats a les tombes del cementeri de Lefkandi es dedueix que la ciutat era la más evolucionada de l'entorn, si més no durant els s. IX i X ae. Sembla que del 800 ae ençà el cementeri es deixà d'utilitzar.
A Termos, Etòlia, es trobaren al 1992 dos mègarons als quals els arqueòlegs atribueixen funcions de santuari funerari. L'anomenat Mègaron A, de planta absidal, es creu que es construí cap a l'any 1600 ae i que estaria en ús fins al s. X ae. El Mègaron B té forma rectangular, i està envoltat per un pòrtic de forma absidal. Per les proves de radiocarboni es dedueix que fou destruït al s. IX ae. Són els únics edificis trobats en excavacions que tenen una certa semblança amb l'heròon de Lefkandi, però les dimensions en són menors.

### Paral·lels amb laIlíada
S'ha relacionat l'enterrament del príncep de Lefkandi amb el de Pàtrocle descrit en la Ilíada. S'incinera el cos de Pàtrocle al costat del de diversos presoners troians i animals sacrificats, entre els quals hi havia quatre cavalls. Després de la incineració, Aquil·les ordenà recollir les cendres de Pàtrocle per dipositar-les en una urna, després tancada amb una doble capa de greix i tapada amb un llenç. Tot seguit, es construí un túmul per albergar-ne les restes.

### El centaure de Lefkandi

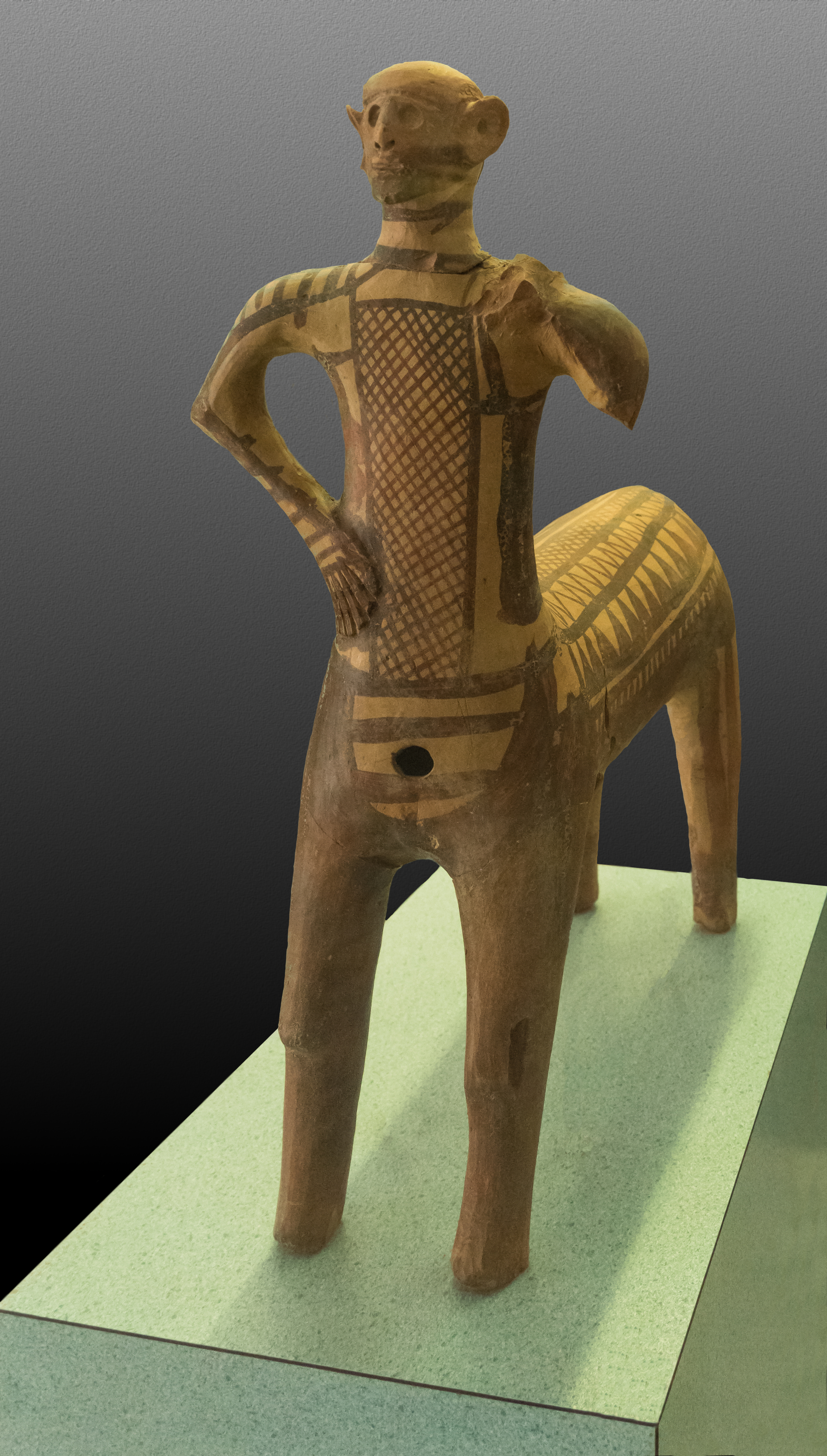
El centaure de Lefkandi, al Museu Arqueològic d'Erètria

A Lefkandi es va produir una important troballa d'una figura d'argila que representa un centaure. Aquesta figura s'ha tractat de relacionar amb el mític centaure Quiró, que fou educador d'alguns herois, perquè té una ferida al genoll i la Biblioteca d'Apol·lodor descriu com Quiró també s'hi feu una ferida.